# Кейтлин Эшли
Кейтлин Эшли (англ. Kaitlyn Ashley, род. 29 июня 1971) — американская порноактриса, годы карьеры (1993—1997).

## Карьера и личная жизнь
Родилась в Форт-Лодердейле, штат Флорида, настоящее имя — Келли Хоффман. Начала карьеру в порноиндустрии в 1993 году, закончила в 1997 году.
Состояла в браке с порноактёром Джеем Эшли (Jay Ashley) до 1997 года.

## Награды
- 1995 AVN Award — Лучшая актриса второго плана — видео[4] (Shame — Vivid)[5][3]
- 1996 AVN Award — Лучшая исполнительница года[6][7][3]
- 2001 включена в Зал славы AVN[8][3]